# Abdourahmane Dia
Pour les articles homonymes, voir Dia.
Abdourahmane Dia, né le 11 février 1933 à Kaolack, est un homme politique et un diplomate sénégalais. Enfants Abdourahmane Dia (Draah) 

## Carrière
En 1973, il est Directeur de Cabinet au Ministère du Plan et du Développement Habib Thiam.
De 1971 à 1973, il a été ambassadeur du Sénégal en Belgique avec pour juridiction la Belgique, les Pays-Bas, le Luxembourg, l'Union européenne et l'Organisation pour l'Interdiction des Armes chimiques (sise à la Haye, aux Pays-Bas). Il remplace à ce poste Djim Momar Gueye et Seydina Oumar Sy lui succèdera.
Le 5 avril 1973, il est nommé Secrétaire d’État auprès du Premier Ministre, chargé de la Protection de la Nature dans le gouvernement de Abdou Diouf.
De 1974 à 1976, il est ambassadeur au Royaume-Uni où il remplace Alioune Badara Mbengue. En 1976, Saliou Diodj Faye lui succède.
De 1976 à 1982, il a été ambassadeur en Allemagne avec pour juridiction l'Autriche, la Bosnie-Herzégovine, la Bulgarie, la Croatie, la Géorgie, la Hongrie, la Liechtenstein, la Moldavie, la Pologne, la République tchèque, la Slovaquie et les organisations internationales de l'Office des Nations unies à Vienne (ONUDI - AIEA, ...) et l'OPEP.
De 1982 à 1984, il est ambassadeur à Washington avec pour juridiction les États-Unis d'Amérique, le Mexique, la Jamaïque, Haïti, Trinité et Tabago, Barbades, Panama, Belize, Grenade. Elle suit également les activités des Institutions de Bretton Woods (FMI, Banque Mondiale). Il remplace André Coulbary et Falilou Kane lui succède.
En 1988, il est directeur de la Zone Franche Industrielle de Dakar.
Abdourahmane Dia est titulaire de plusieurs décorations nationales et étrangères dont :
- Ordre National du Lion
- Grand Croix de l’Ordre du Mérite
- Légion d'honneur

## Famille
Il est marié et père de trois garçons et deux filles.